# 共和黨全國代表大會

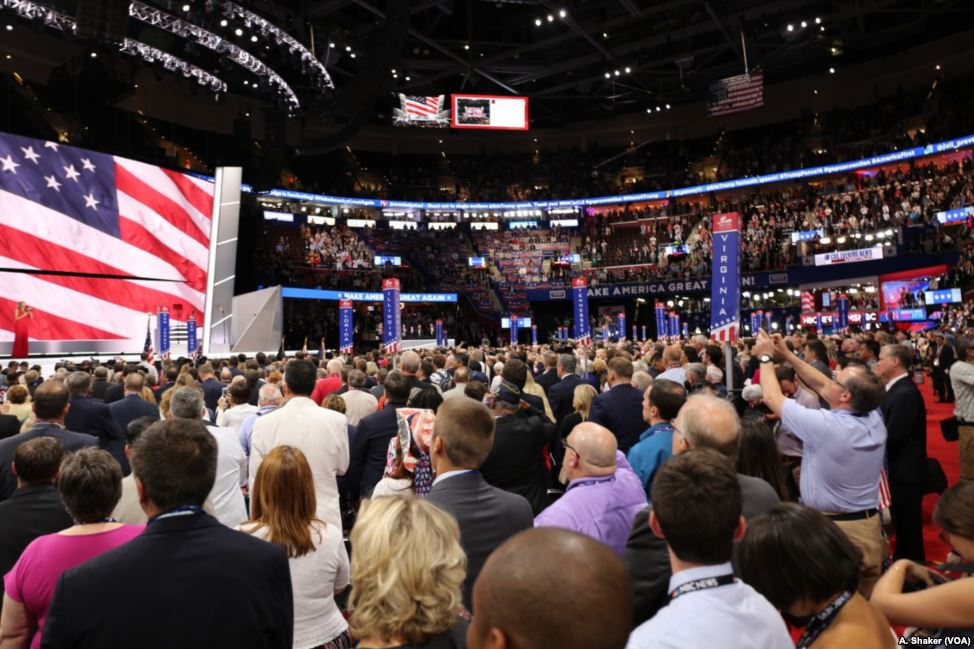
克里夫蘭 2016年共和黨全國代表大會的代表們

共和黨全國大會（英語：Republican National Convention）是美國共和黨每四年舉辦一次的大會，由共和党全国委员会举办，在美國總統選舉年份舉行，決定共和黨的總統參選人。

## 簡介
和民主黨全國代表大會相同，共和黨全國代表大會同樣在夏天舉行，一般在七至八月。
但和民主黨相比，共和黨全國代表大會上的文藝演出較少（原因在於相對較少的美國演藝界人員支持共和黨，另外共和黨不希望黨代表大會的活動過份娛樂化）。在黨內選舉中獲得共和黨過半選舉人支持的候選人可以在共和黨全國大會直接獲得代表共和黨參選美國總統的提名。

## 歷屆全國代表大會
2016年共和党全国代表大会在俄亥俄州快貸球館舉行，並提名唐納德·川普為總統候選人。
2020年共和党全国代表大会在北卡罗来纳州夏洛特的夏洛特会议中心和华盛顿特区的安德鲁·梅隆礼堂等场馆举行，中国维权律师陈光诚出席此次大会并在安德鲁·梅隆礼堂发表演讲，称中國共產黨是人类的公敌，支持特朗普競選連任。